# Detlef C. Kochan
Detlef Caesar Kochan (* 29. September 1925 in Berlin) ist ein deutscher Linguist, Didaktiker und Hochschullehrer.

## Leben und Wirken
Nach seiner Reifeprüfung 1949 in Berlin studierte Detlef C. Kochan von 1949 bis 1956 Germanistik und Geschichte an der Freien Universität Berlin. Die beiden Staatsexamen für den höheren Schuldienst legte er 1958 bzw. 1960 ab. Bereits seit 1946 war er als Lehrer in Schuldienst tätig, u.a als Realschullehrer, später als Gymnasiallehrer. Von 1962 bis 1980 arbeitete der als Studienrat im Hochschuldienst, Dozent und zuletzt als Professor an der Pädagogischen Hochschule Berlin. Im Jahre 1980 übernahm er eine ordentliche Professor für die Didaktik der deutschen Sprache an der Technischen Universität Berlin. 1993 wurde er emeritiert. In seinen Veröffentlichungen beschäftigt sich Kochan vor allem mit der Fachdidaktik des Deutschunterrichts.
Detlef C. Kochan war verheiratet mit der Grundschulpädagogin Barbara Kochan.

## Veröffentlichungen (Auswahl)
- Sprache als inhaltliche Variable in Lehr- und Lernprozessen. In: Deutsche Schule, Bd. 61 (1969), S. 690–707 u. S. 786–798.

- (Hrsg.): Allgemeine Didaktik, Fachdidaktik, Fachwissenschaft. Ausgewählte Beiträge aus den Jahren 1953 bis 1969 (= Wege der Forschung, Bd. 68). Wissenschaftliche Buchgesellschaft, Darmstadt 1970 (2. Aufl. 1972, ISBN 3-534-03348-5).
- (Hrsg.): Sprache und kommunikative Kompetenz. Theoretische und empirische Beiträge zur sprachlichen Sozialisation und Primärsprachdidaktik. Klett, Stuttgart 1973, ISBN 3-12-925030-1 (2. Aufl. 1975).
- (mit Karl-Dieter Bünting): Linguistik und Deutschunterricht. Scriptor-Verlag, Kronberg/Ts. 1973, ISBN 3-589-00009-0 (2. Aufl. 1976).
- (Hrsg., mit Wulf Wallrabenstein): Ansichten eines kommunikationsbezogenen Deutschunterrichts. Scriptor-Verlag, Kronberg/Ts. 1974, ISBN 3-589-20008-1 (2. Aufl. 1978).
- Forschungen zum Deutschunterricht. Ergänzte Teilausg. des Handbuches der Unterrichtsforschung (= Beltz-Studienbuch, Bd. 68). Beltz, Weinheim 1975, ISBN 3-407-51068-3.
- Schreiben als Alltagserfahrung. In: Dorothea Ader u. a.: Sub tua platano. Festschrift für Alexander Beinlich. Lechte, Emsdetten 1981, S. 72–89, ISBN 3-7849-1123-4.
- Sprachdidaktische Hinweise zum Problem der gestörten Kommunikation. In: Peter Braun (Hrsg.): Handbuch Deutschunterricht. Bd. 1. Schwann, Düsseldorf 1983, S. 225–248, ISBN 3-590-14422-X.
- Projektorientierter Deutschunterricht. In: Diskussion Deutsch, Bd. 17 (1986), S. 3–30.
- Verständigungstexte und Erfahrungsbilder. Didaktische Zugänge zur Literatur des Mittelalters im Deutschunterricht. In: Norbert Oellers (Hrsg.). Literatur und Literaturunterricht in der Moderne. Niemeyer, Tübingen 1988, S. 171–190, ISBN 3-484-10595-X.
- Einhorn und Dame. Zur Legende des Einhorn-Fanges in der literarischen Tradition. In: Gerhard P. Knapp/Gerd Labroisse (Hrsg.): Wandlungen des Literaturbegriffs in den deutschsprachigen Ländern seit 1945 (= Amsterdamer Beiträge zur neueren Germanistik, Bd. 27). Rodopi, Amsterdam 1988, S. 183–235, ISBN 90-5183-041-6.
- Orpheus, eine literarische Spurensicherung. Literaturdidaktische Erwägungen zur Thematologie. In: Literatur für Leser.innen, Jg. 1988, S. 221–236.
- (Hrsg.): Literaturdidaktik, Lektürekanon, Literaturunterricht (= Amsterdamer Beiträge zur neueren Germanistik, Bd. 30). Rodopi, Amsterdam 1990, ISBN 90-5183-044-0.
- (mit Barbara Kochan): Mündlicher Sprachgebrauch. In: Erich Wolfrum (Hrsg.): Taschenbuch des Deutschunterrichts. Bd. 1. 5. Aufl. Schneider-Verl. Hohengehren, Baltmannsweiler 1994, S. 202–223, ISBN 3-87116-477-1.

Festschrift
- Elisabeth Katharina Paefgen (Hrsg.): Pragmatik in Sprache und Literatur. Festschrift zur Emeritierung von Detlef C. Kochan. Narr, Tübingen 1993, ISBN 3-8233-4132-4 (Bibliographie Detlef C. Kochan S. 275ff).